# Karl Meiler
 Karl Meiler, né le 30 avril 1949 à Erlangen et mort le 17 avril 2014, est un joueur de tennis allemand, professionnel des années 1970 au début des années 1980.
Il est le meilleur joueur de tennis allemand des années 1970.

## Biographie
Karl Meiler meurt en avril 2014 après un coma de 6 mois à la suite d'une chute dans sa maison en novembre 2013, il avait 64 ans.
Il a été le détenteur du record du plus mauvais pourcentage de réussite en finale de tournois ATP en simple (17 %). Il se situe désormais entre Julien Benneteau et Gaël Monfils.

## Carrière
En 1967, il devient champion d'Allemagne junior puis champion de Bavière deux semaines plus tard.
Passé professionnel en 1972, il réalise une première performance en battant Guillermo Vilas en finale du tournoi de Buenos Aires.
En 1973, il atteint la 20e place mondiale grâce à une finale aux Internationaux d'Allemagne à Hambourg et une demi-finale à l'Open d'Australie, son meilleur résultat en Grand Chelem. En 1974, sur le circuit USTA Indoor, il atteint quatre finales et remporte deux tournois. Lauréat de 17 titres en double, il a principalement fait équipe avec Jürgen Fassbender puis Wojtek Fibak entre 1975 et 1976.
Il compte 13 sélections en Coupe Davis entre 1968 et 1980.

## Parcours dans les tournois duGrand Chelem

### En simple
| Année | Open d'Australie | Open d'Australie | Internationaux de France | Internationaux de France | Wimbledon       | Wimbledon     | US Open         | US Open      | Open d'Australie | Open d'Australie |
| ----- | ---------------- | ---------------- | ------------------------ | ------------------------ | --------------- | ------------- | --------------- | ------------ | ---------------- | ---------------- |
| 1971  | —                | —                | —                        | —                        | 1er tour (1/64) | P. Barthes    | —               | —            | n.o.             | n.o.             |
| 1972  | —                | —                | —                        | —                        | 2e tour (1/32)  | E. van Dillen | —               | —            | n.o.             | n.o.             |
| 1973  | 1/2 finale       | O. Parun         | 1er tour (1/64)          | G. Battrick              | 3e tour (1/16)  | B. Borg       | 1er tour (1/64) | P. Dominguez | n.o.             | n.o.             |
| 1974  | 2e tour (1/16)   | V. Zedník        | 1er tour (1/64)          | J. Hřebec                | 2e tour (1/32)  | R. Tanner     | 1er tour (1/64) | B. Taróczy   | n.o.             | n.o.             |
| 1975  | —                | —                | 1er tour (1/64)          | E. van Dillen            | 1er tour (1/64) | S. Stewart    | 1/8 de finale   | J. Fillol    | n.o.             | n.o.             |
| 1976  | —                | —                | 1er tour (1/64)          | E. Dibbs                 | 3e tour (1/16)  | R. Ramírez    | —               | —            | n.o.             | n.o.             |
| 1977  | —                | —                | 3e tour (1/16)           | I. Năstase               | 3e tour (1/16)  | J. McEnroe    | —               | —            | 1/8 de finale    | R. Drysdale      |
| 1978  | n.o.             | n.o.             | 1er tour (1/64)          | C. Dibley                | —               | —             | —               | —            | —                | —                |
| 1979  | n.o.             | n.o.             | —                        | —                        | 1er tour (1/64) | M. Cox        | —               | —            | —                | —                |
| 1980  | n.o.             | n.o.             | —                        | —                        | —               | —             | —               | —            | —                | —                |
| 1981  | n.o.             | n.o.             | —                        | —                        | —               | —             | —               | —            | —                | —                |
| 1982  | n.o.             | n.o.             | —                        | —                        | —               | —             | —               | —            | —                | —                |
| 1983  | n.o.             | n.o.             | 1er tour (1/64)          | A. Maurer                | —               | —             | —               | —            | —                | —                |

N.B. : à droite du résultat se trouve le nom de l'ultime adversaire.

### En double
| Année | Open d'Australie           | Open d'Australie            | Internationaux de France     | Internationaux de France     | Wimbledon                     | Wimbledon               | US Open                     | US Open                 | Open d'Australie         | Open d'Australie     |
| ----- | -------------------------- | --------------------------- | ---------------------------- | ---------------------------- | ----------------------------- | ----------------------- | --------------------------- | ----------------------- | ------------------------ | -------------------- |
| 1972  | —                          | —                           | —                            | —                            | 1er tour (1/32) J. Fassbender | J. Hřebec F. Pala       | —                           | —                       | n.o.                     | n.o.                 |
| 1973  | 1/8 de finale H.-J. Ploetz | J. Cooper C. Dibley         | 1er tour (1/32) A. Korpas    | B. Bertram W. Lloyd          | 1/2 finale J. Fassbender      | J. Connors I. Năstase   | 1/8 de finale H.-J. Pohmann | A. Amritraj V. Amritraj | n.o.                     | n.o.                 |
| 1974  | 1/8 de finale O. Parun     | R. Keldie B. Phillips-Moore | —                            | —                            | 1/4 de finale J. Fassbender   | J. Newcombe T. Roche    | —                           | —                       | n.o.                     | n.o.                 |
| 1975  | —                          | —                           | 2e tour (1/16) M. Holeček    | I. El Shafei T. Koch         | 1/8 de finale M. Holeček      | R. Case G. Masters      | 1er tour (1/32) M. Holeček  | P. Cornejo J. Fillol    | n.o.                     | n.o.                 |
| 1976  | —                          | —                           | 1/8 de finale W. Fibak       | R. Cano B. Prajoux           | 1/4 de finale W. Fibak        | B. Gottfried R. Ramírez | —                           | —                       | n.o.                     | n.o.                 |
| 1977  | —                          | —                           | 1/4 de finale J. Fassbender  | S. Smith R. Lutz             | —                             | —                       | —                           | —                       | 1/4 de finale B. Fairlie | J. Alexander P. Dent |
| 1978  | n.o.                       | n.o.                        | 2e tour (1/16) J. Fassbender | G. Ocleppo C. Roger-Vasselin | —                             | —                       | —                           | —                       | —                        | —                    |

N.B. : le nom du ou de la partenaire se trouve sous le résultat ; le nom des ultimes adversaires se trouve à droite.